# XXIIe gouvernement de la Première République portugaise
(ie) République

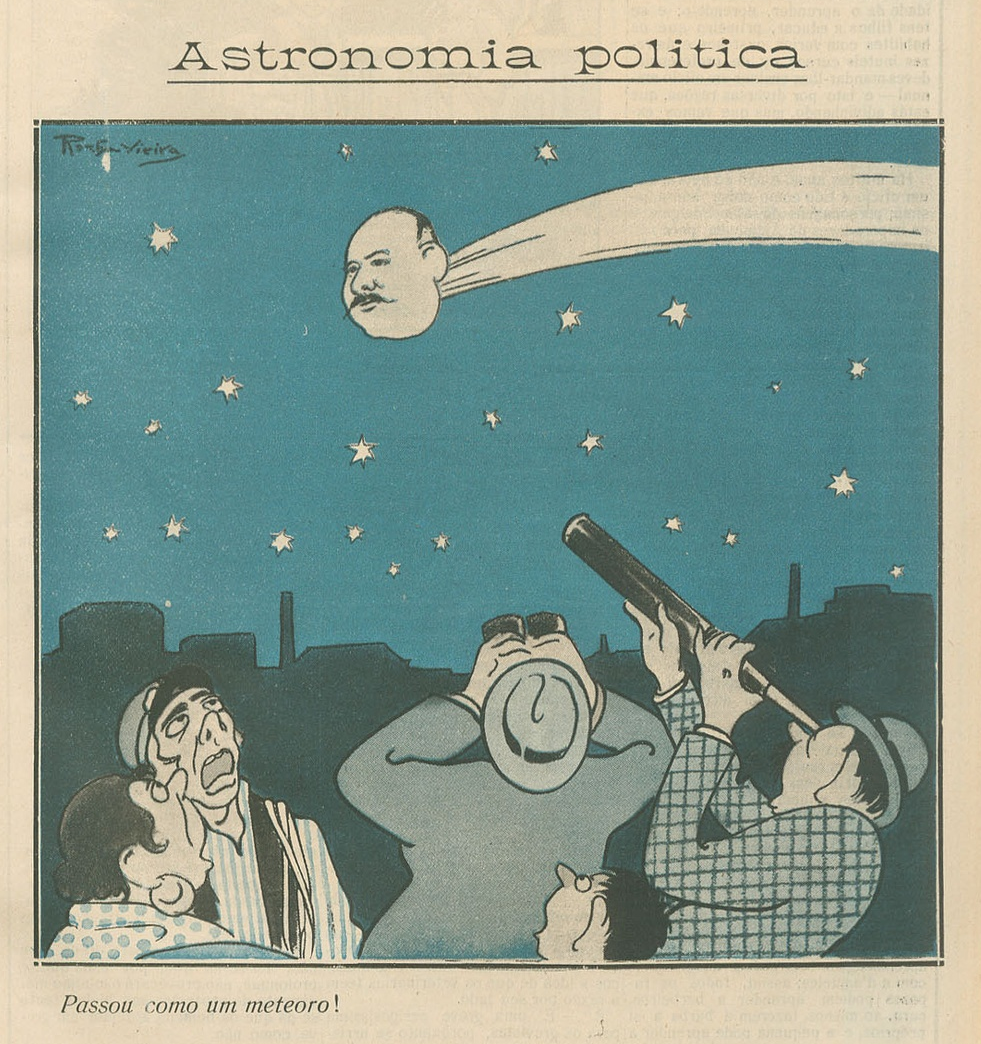
Caricature faisant allusion au "Gouvernement des Cinq Minutes", publiée dans O Século Cómico en 1920; l'étoile filante a le visage de Francisco Fernandes Costa

Le XXIIe gouvernement de la Première République portugaise , nommé le 15 janvier 1920 et révoqué le même jour sans prendre ses fonctions, est dirigé par Francisco Fernandes Costa. Il fut connu ensuite sous le nom de gouvernement des cinq minutes.

## Composition
Sa composition est la suivante, : 
| Bureau                                          | Titulaire | Titulaire                                                     | Période                            |
| ----------------------------------------------- | --------- | ------------------------------------------------------------- | ---------------------------------- |
| Presidente do ministério                        |           | Francisco Fernandes Costa(non assermenté)                     | 15 janvier 1920 au 15 janvier 1920 |
| Ministère de l'Intérieur                        |           | Antonio Granjo(non assermenté)                                | 15 janvier 1920 au 15 janvier 1920 |
| Ministre de la justice et des cultes (pt)       |           | Luis Mesquita de Carvalho (non assermenté)                    | 15 janvier 1920 au 15 janvier 1920 |
| Ministre des finances (pt)                      |           | Francisco Fernandes Costa (non assermenté)                    | 15 janvier 1920 au 15 janvier 1920 |
| Ministre de la Guerre (pt)                      |           | José Mendes dos Reis (pt) (non assermenté)                    | 15 janvier 1920 au 15 janvier 1920 |
| Ministre de la marine (pt)                      |           | Tito Augusto de Morais (pt) (non assermenté)                  | 15 janvier 1920 au 15 janvier 1920 |
| Ministre des Affaires étrangères                |           | Francisco Fernandes Costa (intérimaire ; non assermenté)      | 15 janvier 1920 au 15 janvier 1920 |
| Ministre du commerce et des communications (pt) |           | Jorge de Vasconcelos Nunes (pt) (non assermenté)              | 15 janvier 1920 au 15 janvier 1920 |
| Ministre des colonies (pt)                      |           | José Nozolini Barbosa (pt) (non assermenté)                   | 15 janvier 1920 au 15 janvier 1920 |
| Ministre des colonies (pt)                      |           | Jorge de Vasconcelos Nunes (pt)(intérimaire ; non assermenté) | 15 janvier 1920 au 15 janvier 1920 |
| Ministre de l'instruction publique (pt)         |           | Afonso Pinto Veloso (pt) (non assermenté)                     | 15 janvier 1920 au 15 janvier 1920 |
| Ministre du travail (pt)                        |           | José Joaquim Fernandes de Almeida (non assermenté)            | 15 janvier 1920 au 15 janvier 1920 |
| Ministre de l'agriculture (pt)                  |           | Afonso Pinto Veloso (pt)(intérimaire ; non assermenté)        | 15 janvier 1920 au 15 janvier 1920 |